# ایگور لوزو
ایگور لوزو (انگلیسی: Igor Lozo؛ زادهٔ ۲ مارس ۱۹۸۴) بازیکن فوتبال اهل کرواسی بود.
از باشگاه‌هایی که در آن بازی کرده است می‌توان به باشگاه فوتبال هایدوک اسپلیت، باشگاه فوتبال شیبنیک، باشگاه فوتبال ایسترا ۱۹۶۱، و باشگاه فوتبال چورنومورتس اودسا اشاره کرد.